# Báo và Đài Phát thanh – Truyền hình Quảng Trị
Báo và Đài Phát thanh – Truyền hình Quảng Trị (viết tắt: QRTV) là một đài phát thanh - truyền hình trực thuộc Ủy ban nhân dân tỉnh Quảng Trị.

## Sự Phát triển của Truyền hình Và Thời gian Chương trình
Vào ngày 01/07/1989, khi tỉnh Quảng Trị được tái lập lại từ tỉnh Bình Trị Thiên (cũ), Đài Phát thanh Quảng Trị được thành lập và tổ chức phát sóng chương trình phát thanh đầu tiên. Vào ngày 17/11/1992, UBND tỉnh Quảng Trị đã có Quyết định số 701/QĐ-UB về việc thành lập Đài PT-TH Quảng Trị và chương trình Chào Xuân Quý Dậu (1993) được xem là chương trình truyền hình đầu tiên của đài.
Ban đầu, tổng thời lượng phát sóng chương trình về phát thanh: 17,5/ngày, trong đó, tiếp âm của Đài tiếng nói Việt Nam 15 giờ/ngày, chương trình địa phương: 2,5 giờ/ngày từ 04h45 đến 24h00 hằng ngày.
Nhưng Đến Vào ngày 1/7/1998,Kênh QTTV Của Đài Phát thanh - Truyền hình Quảng Trị
Từ ngày 01/01/2001, kênh QTTV của Đài PT-TH Quảng Trị nâng thời lượng chương trình truyền hình phát sóng từ 2h/ngày tăng lên 3h/ngày (từ 18h00 - 21h00).
Từ ngày 01/01/2003, kênh QTTV của Đài PT-TH Quảng Trị nâng thời lượng chương trình truyền hình phát sóng từ 3h/ngày tăng lên 6h/ngày (từ 17h00 - 23h00).
Từ ngày 01/01/2004, kênh được thay đổi tên gọi từ QTTV sang QTV và nâng thời lượng chương trình truyền hình phát sóng từ 6h/ngày tăng lên 8h/ngày (từ 15h00 - 23h00).
Từ ngày 01/01/2007, kênh được nâng lên thời lượng chương trình truyền hình phát sóng từ 8h/ngày tăng lên 11h/ngày (từ 12h00 - 23h00).
Từ ngày 01/07/2009 cho đến hết ngày 31/12/2014, kênh QTV của Đài PT-TH Quảng Trị đã tăng thời lượng chương trình truyền hình từ 11h/ngày lên 17h/ngày (từ 06h00 - 23h00), trong đó chương trình đã được tự sản xuất hơn 6h/ngày.
Từ ngày 01/01/2015 cho đến hết ngày 06/05/2019, kênh QTV của Đài PT-TH Quảng Trị bắt đầu phát sóng từ 05h30 đến 24h00 hàng ngày.
Từ ngày 01/12/2015, kênh được thay đổi tên gọi từ QTV sang QRTV, giữ ổn định cho đến nay.
01/05/2017 QRTV của Đài PT-TH Quảng Trị ngừng phát sóng VTVcab.
Từ ngày 04/05/2019, kênh QRTV của Đài PT-TH Quảng Trị chính thức lên sóng chuẩn độ nét cao HD.
Từ ngày 07/05/2019 cho đến hết ngày 31/07/2020, kênh QRTV bắt đầu phát sóng với thời lượng 24/24h hằng ngày.
Từ ngày 01/08/2020 cho đến nay, kênh QRTV giảm xuống mức thời lượng phát sóng từ 24/24h xuống 17h30/24h, bắt đầu từ 05h30 đến 23h00 hàng ngày
Từ ngày 01/06/2025: Đài Phát thanh - Truyền hình Quảng Trị sáp nhập với Báo Quảng Trị thành Báo và Đài Phát thanh – Truyền hình Quảng Trị.

## Hạ tầng phát sóng

### Sóng phát thanh
Phát sóng truyền thanh trên tần số FM 92,5 MHz. Máy phát thanh FM 5KW.

### Sóng truyền hình
Kênh Thời sự - Chính trị - Giải trí tổng hợp